# Tengo ganas de ti
Pour plus de détails, voir Fiche technique et Distribution.
Tengo ganas de ti (littéralement « J'ai envie de toi ») est un film espagnol, réalisé par Fernando González Molina, sorti en 2012. 
Adapté du livre J'ai envie de toi (Ho voglia di te en italien) de Federico Moccia, c'est la suite de Trois mètres au-dessus du ciel (Tre metri sopra il cielo en italien et Tres metros sobre el cielo en espagnol) du même réalisateur, sorti en 2010.

## Synopsis
Le film fait suite au premier et débute par le retour de H. (prononcé « Hatché ») (Mario Casas) après s’être expatrié deux ans à Londres. Il espère reconstruire sa vie après s’être séparé de son premier grand amour Babi (Maria Valverde). Mais sur sa route, il va tomber sur Gin (Clara Lago) qui va lui donner un nouvel élan, plein de joie, de spontanéité, de sourire. Mais dans le cœur de H., Babi est toujours présente et continue à le tourmenter.

## Fiche technique
- Titre français : Twilight Love 2
- Titre original : Tengo ganas de ti
- Réalisation : Fernando González Molina
- Scénario : Ramón Salazar  d'après Federico Moccia
- Producteur : Francisco Ramos, Mercedes Gamero
- Distribution : Warner Bros. Pictures
- Musique : Dani Fontrodona
- Photographie : Xavi Giménez
- Montage : Irene Blecua
- Décors : Marina Pozanco
- Costumes : Jesús Martos, Lola Martínez
- Langue : Espagnol

## Distribution
- Mario Casas (V. F. : Fabrice Trojani) : Hugo Hache «H» Olivera Castro
- Clara Lago (V. F. : Camille Donda) : Ginebra «Gin»
- María Valverde (V. F. : Geneviève Doang) : Bárbara «Babi» Alcázar
- Marina Salas (V. F. : Charlyne Pestel) : Katina Herreruela
- Nerea Camacho : Daniela «Dani» Alcázar
- Diego Martín (V. F. : Laurent Morteau) : Alejandro
- Antonio Velázquez (V. F. : Thibaut Belfodil) : Serpiente
- Cristina Dilla : la mère de H.
- Cristina Plazas : Madre Babi
- Álvaro Cervantes : Pollo